# Friedrich Fehleisen
Friedrich Fehleisen (/ˈfeːlaɪ̯sən/) (Reutlingen, Baden-Württemberg, 1854 – San Francisco (Kalifornia), 1924) német sebészorvos, a streptococcus baktérium fő tanulmányozója. Sok streptococcus-okozta betegség etiológiájának feltárásában jelentős szerepet játszott. Tevékenysége szervesen hozzájárult ahhoz, hogy a modern orvostudomány megértse a Streptococcus pyogenes szervezetek hatásmechanizmusának megértését.

## AzS. pyogenesbacilus
1883-ban ő volt az első, aki kitenyésztette és elkülönítette a Streptococcus pyogenest, ami a skarlát és más streptococcus-betegségek kórokozója. Mikrobiológiai sejttenyészetéhez orbáncos betegekről nyert hámszöveteket használt fel. Egy évvel később, a ma Friedrich Julius Rosenbach nevét viselő intézetben Friedrich Loeffler német orvos utólag kimutatta a streptococcus-fertőzést skarlátos betegek torkán.

## Orbánc
A későbbiekben ő fedezte fel az orbánc kóroktanát, amelyet akut streptococcus bakteriális fertőzés okoz a felső bőrben és a felületes nyirokrendszerben. „Die Aetiologie des Erysipels” c. művében, amely eredetileg 1883-ban jelent meg, körvonalazza az eredményeit. A könyvet újra kiadták 2010-ben (ISBN 1149675756 és ISBN 9781149675755).

## Műve
Die Aetiologie des Erysipels, Berlin, 1883

## Fordítás
- Ez a szócikk részben vagy egészben  a   Friedrich Fehleisen című angol Wikipédia-szócikk ezen változatának fordításán alapul.  Az eredeti cikk szerkesztőit annak laptörténete sorolja fel. Ez a jelzés csupán a megfogalmazás eredetét és a szerzői jogokat jelzi, nem szolgál a cikkben szereplő információk forrásmegjelöléseként.